# Rszew-Legionowo
Rszew-Legionowo – część miasta Konstantynowa Łódzkiego w województwie łódzkim, w powiecie pabianickim. 
Leży w północno-zachodniej części Konstantynowa, w rejonie ulicy Rszew-Legionowo, pomiędzy byłym folwarkiem (i PGR-em) Rszew a  Niesięcinem. Dominują zabudowania jednorodzinne wśród obszarów zalesionych.